# TAKI 183
TAKI 183 var en pionjär inom graffitimålningen och en av de mest inflytelserika inom genren. Han hette egentligen Demetaki och var grek-amerikan. TAKI var en kortform av hans namn på grekiska och numret 183 kom från hans gatuadress på 183:e gatan i Washington Heights, Manhattan, New York. Han gick omkring i New York City och skrev denna tagg på olika väggar och på andra ställen som han ofta besökte under senare delen av 1960-talet och tidigt 1970-tal. Den 21 juli 1971 gjorde New York Times en artikel om honom med titeln "Taki 183" Spawns Pen Pals..